# Gnophomyia ctenura
Gnophomyia ctenura là một loài ruồi trong họ Limoniidae. Chúng phân bố ở miền Cổ bắc.